# 무상급식 지원범위에 관한 서울특별시 주민투표
무상급식 지원범위에 관한 서울특별시 주민투표는 서울특별시의회의 무상 급식 정책에 대해 이 정책을 반대하는 서울시민 81만(유효 51만)의 청구와 서울특별시장 오세훈의 주민투표 발의로 시행되는 주민투표로, 2011년 8월 24일에 실시되었다. 최종 투표율 25.7%를 기록하여 투표함은 개봉하지 않고 파기되었고, 개표 득표율 33.3%에 미치지 못하여 1안과 2안 모두 부결 처리되었다. 2011년 8월 24일 오세훈은 무상급식 투표율이 개표선에 미달할 경우 사퇴하겠다는 입장을 밝힌 것에 따라 26일 사퇴했다. 이에 따라 서울시는 10월 재보선까지 부시장이 시장직을 대행하게 됐으며, 서울시의회와 서울시교육청은 투표 개표 무산을 오세훈 패배로 규정하고 그동안 추진해오던 전면 무상급식을 추진하겠다는 입장이다.

## 선거 정보
- 투표기간: 2011년 8월 24일 오전 6시부터 오후 8시까지
- 주민투표 발의일: 2011년 8월 1일
- 투표운동기간: 2011년 8월 1일부터 8월 23일까지
- 투표문안

소득 하위 50%의 학생을 대상으로 2014년까지 단계적으로 무상급식 실시

소득 구분없이 모든 학생을 대상으로 초등학교는 2011년부터, 중학교는 2012년부터 전면적으로 무상급식 실시

- 총유권자수: 8,387,278명(재외국민 31,820명, 외국인 20,640명 포함)
- 최종 투표율 : 25.7%

## 쟁점
무상급식에 대한 논란이 사그라들지 않자 오세훈은 무상급식과 관련한 시민들의 의사를 직접 묻기 위해 주민투표를 서울시의회에 제안하였다. 민주당은 전체 무상급식에 들어가는 비용이 1년에 695억원인데, 주민투표를 위해 182억을 낭비하는 건 무리수라고 주장하였다. 그러나 오세훈과 서울시는 유권자의 판단비용일 뿐이며 오히려 전면무상급식에는 최소 4000억이 들고 복지정책은 한번 시행하면 중단할 수 없는 불가역성 등을 고려하면 비용이 더 늘어난다고 주장했다. 대중영합주의 정치를 넘어서야 진정한 민주주의가 성장할 수 있다며 주민투표의 추진은 충분한 가치가 있다고 반박했다.
전면 무상급식 찬반에 대해서 오세훈의 주도로 인해 주민투표 서명이 이루어졌는데, 2011년 4월 중순까지 서울 시민 20만명이 서울시의회의 단독이 아닌 시민의 찬반 여부를 물어 이 정책을 실행해야 한다는 '무상급식 찬반 주민투표'를 해야 한다고 서명했다. 2011년 4월에는 서울시의회 민주당측이 선관위에 위임하는 형식으로 세금을 내야할 전체 시민 투표가 아닌 무상급식의 수혜를 받는 학부모만을 대상으로 하는 주민투표를 하자는 제안을 하였으나, 서울시 측은 학부모 찬반투표 대상이 제도의 수혜자인 학부모들인데다 현재 법에 따라 진행 중인 주민투표 청구 운동과 배치된다는 점 등을 들어 거부 입장을 밝혔다. 투표문항 작성 과정에서 오세훈이 위원 대부분을 임명하는 주민투표 청구심의회가 투표문항을 일방적으로 정함에 따라 민주당 측이 크게 반발했으나 선관위는 오세훈 측 손을 들어주었다.무상급식 투표 문구..오세훈의 꼼수? 주민투표 서명부 조작 논란이 터지면서 야당과 시민사회측은 나쁜투표거부운동으로 전환했다. 이에 오세훈측은 투표거부 운동은 헌법 가치에 위배된다는 이유로 반발했다.

### 투표 용지 문항 선정 논란
투표용지의 내용은 다음과 같다
- 1안 소득 하위 50%의 학생을 대상으로 2014년까지 단계적으로 무상급식 실시
- 2안 소득 구분없이 모든 학생을 대상으로 초등학교는 2011년부터, 중학교는 2012년부터 전면적으로 무상급식 실시

곽노현 교육감과 야당은 이 문항 선정에 대해 강하게 반발했다. 민주당 무상급식 주민투표 대책위원장 강희용은 무상급식 반대를 위한 주민투표로 서명운동을 신청하고, 중간에 투표문구가 임의변경된 절차상 하자를 지적했다. 주민투표법은 지자체장이 주민투표 청구대상을 공표하도록 되어 있다. 주민투표청구심의회에 청구대상 변경절차를 밟지 않고 임의변경 할 경우 서명인의 의사와 무관한 주민투표로 변질될 가능성이 크기 때문이다. 선관위가 주민투표청구심의회에 관련 사항을 일임한 상태에서 심의회는 적격판정을 내린다. 이에 민주당은 주민투표청구심의회 위원중 단 한명이 서울시 의원이고 서울시 부시장을 포함한 위원 10인을 오세훈측이 위촉한 점을 지적하며 불공정을 비판했다.
곽노현은 중학교는 2012년부터가 아닌 2014년부터 실시라며 투표 용지의 내용에 문제를 제기했다.
그러나 서울시측은 시 의회 조례 원문에 초등학교에 대해서는 2011년부터, 중학교는 2012년부터 시행한다.라고 명시되어 있다는 점을 지적한다.
교육청은 2012년 초등학교와 중학교 1학년, 2013년 초등학교와 중학교 1, 2학년, 2014년 초등학교와 중학교 1~3학년까지 단계적으로 확대하는 것이라고 설명했다. 서울시는 교육청의 주장에 대해 지금까지 아무런 반론을 내지 않다가 갑자기 단계적 무상급식을 주장한다며 2012년까지 초,중학교를 대상으로 전면 무상급식을 실시하겠다는 안을 폐기하라고 주장했다. 이에 대해 교육청은 단계적 전면 무상급식 계획이 확정된 시기가 2010년 8월 17일로 투표용지 문항 선정보다 더 먼저 결정되었다고 반론한다. 또한 학교급식법에 의해 급식 주체인 교육청에 서울시가 아무런 협의를 하지 않고 일방통행한 점도 비판했다. 
서울특별시 친환경 무상급식 등 지원에 관한 조례 부칙
제1조(시행일) 이 조례는 공포한 날로부터 시행한다.
제2조(다른 조례의 폐지) 서울특별시 학교급식 등 지원에 관한 조례는 이를 폐지한다.
제3조(경과조치) ① 이 조례 시행 당시 이미 결정 집행된 급식지원 사업은 이 조례에 의하여 결정 집행된 것으로 본다.
② 의무교육기관에 대한 무상급식은 초등학교에 대해서는 2011년부터, 중학교는 2012년부터 시행한다.

야권인사들은 투표안이 찬반형식에서 무상급식 범위로 변경된 것에 대해 주민투표를 중단해야 한다며 집행정지 신청을 냈지만 법원은 "주민투표를 청구한 취지에 변화가 없고 투표안 변경도 주민투표 심의회의 의결에 따른 것"이라며 "투표 대상을 명확히 한 것"이라며 가처분 신청을 기각했다.

### 투표율 미달시 조례 유효성 논란
오세훈 측은 유효투표율 미달시 무상급식 반대운동측과 서울시조례를 모두 서울시민이 택하지 않은 것으로 간주했다. 이 경우 서울시 조례가 자동 폐기된다고 유권해석하고 법제처에 해석을 요청한다. 그러나 법제처는 투표율이 미달한 경우 투표 자체를 없던 일로 보고 이 경우 서울시의회 친환경 무상급식 지원에 대한 조례가 유효하다고 인정한다. 서울시는 이에 불응해 행정소송을 진행하나 기각되자 대법원에 항소한다. "오세훈, '욕심' 때문에 막다른 길인 줄 알면서도 질주"

### 투표에 대한 각계 반응
2011년 6월, 오세훈 서울시장이 추진하는 주민투표를 실시하기 위한 주민서명 수가 충족되어 주민투표가 진행되었다. 민주당 김진표 원내대표는 "정체불명의 괴단체가 주민투표를 청구하자마자 오 시장이 무슨 출사표 던지듯 기자회견을 자청했다"면서 "자신의 정치적 목적을 위해 서울시민의 민생을 볼모로 삼는 모습이 안쓰럽고 안타깝다"라고 비판했다. 이어 "16개 시도 중 15개, 기초자치단체는 80%인 183곳이 초등학교 무상급식을 이미 실시하고 있다. 무상급식은 몸으로 막을 수 없는 대세이고 현실이 됐다”며 “지금이라도 주민투표 방치를 철회해 선거비용으로 쓰일 182억원의 세금을 아껴주시길 당부한다"라고 호소했다. 한나라당 남경필 의원도 오세훈에게 "정치적으로 타협하는 것이 가장 좋은 방법"이라며 ""전면 무상급식 반대 주민투표는 갈등의 끝이 아닌 더 큰 갈등의 시작"이라며 "최근 네덜란드, 스웨덴, 핀란드 등 복지국가를 방문해 얻은 교훈은 정치적 대타협”이라며 “한나라당은 갈등을 양산하는 게 아니라 해결하는 정치를 하는 것이 맞다"고 지적했다. 한나라당 유승민 의원은 "한 교실 안에서 소득 50% 이상 계층은 돈 내고 밥을 먹고, 소득 50% 이하 계층은 무료로 먹는 것은 초등학교 의무교육 정신에 반한다”면서 “한나라당이 세금으로 대학 등록금을 일률적으로 인하하려고도 했고, 정부가 만 5세의 무상보육도 하기로 한 상황에서 무상급식 반대는 앞뒤가 안 맞는 이야기"라고 말했다. 한나라당 정두언 의원은 "조·중·동 프레임에 갇혀 당이 잘못된 길로 가고 있는 대표적인 사례가 바로 서울시 무상급식 주민투표"라며 "실제로 무상급식 주민투표에 대한 바닥여론이 좋지 않은데 의원들은 조·중·동만 보니 잘 모르는 것 같다"라고 말했다. 문재인 노무현재단 이사장은 "무상급식은 의무교육의 틀 속에서 봐야 할 문제로 주민투표로 판가름하겠다는 것은 적절치 않다"라고 말했다.
일각에서는 2011년 7월 서울에 기록적인 폭우로 인해 피해가 났음에도 예산을 들여 주민투표를 강행하는 것에 대한 비판이 제기되기도 했다. 민주당은 "무상급식 주민투표를 중단하고 피해 복구에 전념해야 한다"라고 말했다.
야당의 조직적인 투표 불참 운동으로 사실상 공개선거로 치러진 점도 문제점으로 제기되었다. 투표소에 민주당측 참관인들이 배석하게 돼 있어 사실상 누가 주민투표에 찬성하는지 확인할 수 있는 구조가 됐기 때문이다. 결국 단계적 무상급식안을 찬성하는 사람들도 야당의 눈치를 봐야하는 선거로 변질됐다는 주장이다. 선관위는 비밀투표가 훼손되었다는 오세훈측의 주장을 기각하고 투표거부 운동도 합법적인 운동으로 인정한다. 이에 오세훈측 단체인 복지추방본부는 선관위를 고발한다. 나쁜투표거부시민운동측은 선거와 주민투표간 차이가 있다는 점을 주장한다. 선거는 투표를 포기할 경우 유효 투표율을 따지지 않기에 최악의 후보가 당선될 수 있지만 유효투표가 허들로 있는 주민투표는 효과적으로 자신의 의사를 전달하는 방법이란 주장이다. 예를 들어 의회 역시 정족수가 존재하기에 오세훈측 주장대로라면 의원들이 투표에 불참하는 것이 비밀투표를 해친다는 주장이 된다. 한나라당 역시 전략적으로 투표 불참을 해온 역사가 자주 있기에 비판을 모면하기 어렵다.

### 주민투표 발의자 서명에 대한 논란
오세훈이 추진하는 무상급식 주민투표안에서 대리서명과 조작근거가 드러나면서 파문이 일었다. 민주당 김진표 원내대표에 따르면 동작구, 성동구, 구로구, 영등포구 등지에서는 대리서명이 무더기로 적발되었는데 48명의 서명지가 같은 글씨로 작성된 사실이 밝혀졌다. 대리서명은 서대문구 240건, 양천구 200건, 중랑구 400건으로 나타났으며 해외 이민자의 서명까지 나왔다. 이에 대해 민주당은 "청구 자체도 정체불명의 괴단체가 하더니 이제는 서명부가 가짜라는 것이 드러나 점입가경"이라고 비판했다. 김진표는 이어 "가짜서명, 엉터리 서명으로 하는 것이 무슨 주민투표인가. 서울시는 엉터리 서명부를 철저히 조사해서 이름을 도용당한 시민에게 사과하고 합당한 조치를 취해야 할 것"이라며 주민투표 중단을 촉구했다. 2011년 3월에는 무상급식 서명을 진행하는 과정에서 청구인 대표자로부터 서명요청권을 위임받지 않은 사람이 아파트관리소장 등에게 청구인서명을 받도록 지시·권유해 입주자 30여명에게 청구인 서명을 받아 주민투표법을 위반하는 등 불법이 드러나 선관위 측에 경고를 2회 받는 등 적법성 논란이 불거지기도 했다.
이에 대해 서울시는 “무자격자는 이미 다 골라냈고 대리 서명은 국과수에서 확인하지 않는 한 불가능하다.”는 입장을 보였다. 법원 또한 7월 25일 민주당의 주민투표 중단 주장을 기각했다. 재판부는 “서울시에 제출된 주민투표 청구 서명부 등은 이후 소송에서 제출받더라도 그때까지 해당 문서에 대한 증거조사가 다소 지연될 뿐 위·변조돼 증거조사가 곤란해질 위험성이 있다고 보기 어렵다.”고 밝혔다. 서울시 자체 조사와 민주당의 검증 및 열람 기간을 거쳐 필체가 다르거나 주민등록번호를 표기하지 않은 서명을 걸러냈고 주민투표 청구 요건인 41만 8천 명을 넘긴 51만 명이 최종 확정됐다.
강희용 서울시의원은 주민투표 논란을 빚는 과정에서 한나라당이 주민투표 청구 서명에 불법적으로 개입했다고 주장했다. 중앙선거관리위원회에 따르면, 서울시의원을 제외한 모든 공무원은 주민들에게 직접 서명을 요청하거나 서명운동을 기획·주도할 수 없다고 되어있다. 중앙선관위는 "한나라당 윤석용 의원(강동을)과 나경원 의원(중구)이 주민투표 서명청구 위임자 모집에 나서고 있다는 보도가 있어 (서울시 선관위가) 확인을 하고 있다"고 밝혔다. 또한 강희용 서울시의원은 "박진 의원이 지난 2일 종로에 있는 자신의 후원회 사무실에서 자신의 명의로 전·현직 시·구의원 및 운영위원에게 “무상급식 주민투표청구 서명요청권 위임신고서를 보내드리오니 각각 50명씩 위임받아 3일 오후 5시까지 후원회로 제출해주기 바란다"는 공문을 보냈다"고 밝혔다. 현행 주민투표법은 현역 국회의원도 주민투표 서명에 개입할 수 없도록 되어있다. 이에 대해 박진의원 관계자는 "자원봉사자가 단순한 연락 문건에 실수로 박 의원의 이름을 넣은 것일 뿐, 박 의원은 그런 지시를 내린 적이 없다"라고 반박했다. 한편, 서울시의회 민주당은 서울시가 주민투표 추진 단체에 최근 3년간 5억2000만원을 지원한 것에 대해서도 비판을 제기했다.

### 투표 방해 논란
주민투표를 하루 앞두고 인터넷 트위터 등을 통해 주민투표 실시일이 8월 25일이라는 잘못된 정보를 유포하기도 했다. 시 선관위는 이 허위정보가 투표 불참을 독려하는 단체 또는 사람이 의도적으로 유포한 것인지에 주목하고 있다. 또한 서초구 서초2동 신동아아파트에 배달된 주민투표 공보물 중 일부를 임의로 수거해 간 신원 미상의 남성 2명에 대해서도 서초경찰서에 수사를 의뢰했다. 시 선관위 관계자는 “해당 아파트 폐쇄회로(CC)TV에 30대로 추정되는 남성 2명이 주민투표 공보물을 가져간 것으로 나타났다”며 “이 남성들이 의도적으로 주민투표를 방해하기 위해 공보물을 가져갔다면 주민투표법 위반에 해당돼 처벌을 면하기 어렵다”고 말했다.
주민투표법 28조에 따르면 주민투표 결과에 영향을 미치는 목적으로 허위사실을 유포한 자는 5년 이하 징역, 3000만원 이하의 벌금에 처하도록 돼 있다.
자치구와 주민센터에서 투표를 방해했다는 주장도 제기되었다. 예를 들어 금호초등학교 투표소에서는 오전 9시에 투표안내문이 없다고 유권자를 돌려보냈다거나, 오전 9시 45분에는 광진구투표소에서는 투표자차량을 주차위반 단속하여 투표를 방해하는 등의 사례가 접수됐다는 것. 동대문구 이문2동 투표소에서는 투표 관계자들이 아침식사를 한다는 이유로 자리를 지키지 않아 줄 서서 투표하려는 주민들이 출근 시간에 쫓겨 돌아가는 사례도 있었다는 주장도 제기됐다
곽노현 교육감은 서울시의 무상급식 주민투표가 실시되는 24일 서울시내 초·중·고 교장 259명을 강원도 평창으로 데려가 워크숍을 실시하기로 한 것이 논란이 되었다. 워크숍에 참석한 교장들은 주민투표를 하기 힘들게 돼 서울시교육청이 '투표 방해' 행위를 하는 것 아니냐는 지적이 나오고 있다. 한국사립중고교법인협의회 관계자는 "무상급식 문제는 해당 학교장들에게 무엇보다 중요한 문제인데, 교장들 워크숍 일정을 이렇게 잡은 것은 누가 봐도 투표를 못하게 하려는 의도를 가진 것이 분명하다"고 말했다. 이와 관련 교육청 관계자는 19일 "주민투표 발의 전에 참석자들의 일정과 교육청 일정을 고려해 23, 24일로 일정을 잡은 것”이라며 “이미 7월 22일에 워크숍 일정을 결정한 사안”이라고 설명했다. 또한“당시 교육청 쪽으로는 항의 전화 등이 오지 않았다”면서 “직접적인 의사표시는 없었지만 불만이 충분히 있을 것으로 고려했고 투표를 방해한다는 지적도 있어 일정을 조정하기로 했다”고 밝혔다.

### 개표 기준에 대한 논란
투표율이 33.3%가 넘지 못하면 개표조차 할 수 없는 현 주민투표법에 대한 비판도 제기되었다. 참여정부시절인 2004년 1월 33.3%의 개함요건이 포함된 주민투표법 제정을 주도했던 김병준 국민대교수는 "33.3% 개함 요건이 안고 있는 문제점은 제정 당시부터 고심했던 부분이라며 투표율이 낮은 우리 정치 현실에서 33.3%는 유권자들의 뜻이 아니라 투표율 자체로 승부가 결정 난다는 의미"라고 말했다. 투표율 싸움으로 가면 투표의 비밀성이 훼손돼 일종의 기립투표 또는 거수투표가 되는 셈이라며 "투표에 참여하는 유권자가 자기도 모르는 사이에 반대하는 안을 지지하게 되는 모순도 생긴다"고 지적했다. 김 교수는 "법 제정 당시 개함 요건을 25%로 할지, 33.3%로 할지를 놓고 논란이 있었으나 초기 단계인 만큼 남용 방지를 위해 허들(hurdle·장애물)을 높이는 게 좋다는 쪽으로 결론 났다"며 "총선이나 대선 등 투표율을 확보하기 쉬운 선거와 함께 주민투표를 하는 등 개선점을 찾아야 한다"고 말했다.
그러나 중앙대 장훈 교수는 "허들을 갑자기 낮추는 것은 바람직하지 않다"며 "주민투표를 너무 자주 하면 주민투표가 갈등을 조정할 능력 자체를 잃어버린다"고 했다. 이현우 서강대 교수는 "대의기관이 정한 것을 뒤집으려면 엄격한 기준이 필요하고 33.3% 정도는 돼야 한다"고 말했다.

### 오세훈의 사퇴 및 2012년 대선 불출마 선언
2011년 8월 12일 주민투표와 관련해서 오세훈 서울시장이 무상 급식 주민투표를 정치적으로 이용한다며 투표 후 거취를 표명하라는 일부 주장이 나오던 가운데 오세훈은 차기 대선 불출마를 선언했다. 오세훈 서울시장은 '복지 포퓰리즘을 막기위한 진심이 왜곡된 것 같다'며 '차기 대선에 불출마하겠다'고 밝혔다. 그러나 지방선거때 시장직을 연임하면서도 차기 대선에 나가지 않겠다는 부분을 강조한적이 있었기 때문에 새롭지 않은 발표라는 지적이 제기되었다. 또한 오세훈은 차기 대선 주자들 가운데 지지율이 4.4%에 불과했기 때문에 대선 불출마 선언이 뜬금없다는 점을 강조하여 일부 누리꾼들이 "나도 내년 대선 불출마하겠다"라고 비꼬는 글이 올라오기도 했다. 민주당 김유정 의원은 "오시장 대선불출마선언? 시장임기 채우겠다 공언했는데 그럼 그동안 딴 맘 품었다는 자백!"이라고 비판했다.
8월 21일 오세훈은 무상급식 주민투표를 사흘 앞두고 "개표 가능 투표율이 달성되지 않거나 개표한 후 찬성률이 낮아 패할 경우 사퇴하겠다"고 말했다. 이번 투표가 향후 대한민국내 복지정책의 흐름을 결정짓는 분수령이 될 것이라는 생각 따른 것으로 풀이된다. 오세훈은 이날 기자회견에서 "아무리 험난해도 이번 주민투표를 통해 대한민국 복지 방향을 정립하지 않으면 우리 서울의 미래가, 대한민국의 미래가 이대로 주저앉아 버릴 수도 있다"고 강조했다. 오세훈은 그러나 2010년 지방선거 전후에 "임기를 꽉 채우겠다"고 반복해서 강조한 바가 있기 때문에 거짓말 논란이 제기됐다. 민주당은 "우롱하는 수준을 넘어선 위협과 협박을 통한 정치 사기극이고, 서울 시민에 대한 테러"라고 비판했고 자유선진당은 "대한민국의 중심인 수도 서울의 시장이 갖는 중요성과 책무를 간과했다. 무상급식 주민투표에 시장직까지 건 것은 지나쳤다"고 말했으며 민주노동당은 "아이들 밥그릇을 정략도구로 이용한 시장은 이미 시장 자격이 없다. 주민투표 결과에 상관없이 오 시장은 이미 자격상실"이라며 비판을 제기했다. 당과 협의없이 시장직을 걸은것에 대해 한나라당은 당혹감을 드러내며 "시장직 신임 투표가 아닌 정책 투표에 시장의 거취를 연계하는 것은 옳지 않다."며 한나라당 일부에서 "오세훈을 제명시켜야 한다"는 말이 나오기도 했다. 박근혜는 "과도하게 정치적 의미를 부여하고 시장직까지 걸 문제는 아니었다"라고 비판했다.
정책투표가 재신임투표로 변질된 것에 대한 비판도 이어졌다. 곽노현 교육감은 "주민투표를 시장 신임 투표로 변질시켰다. 오세훈이 시장직을 걸 정도로 복지 철학이 뚜렷한데 그 철학이 저소득층한테만 (무상급식을) 제공해야 한다는 것"이라며 "그 논리를 지키기 위해 시장직을 걸었다면 무상 의무교육 해체하는 데도 시장직을 걸어야 한다"고 비판했다. 미디어오늘은 "오 시장은 자신의 정치적 승부를 위해 우리 사회의 극한 분열을 조장했다. 시민들에게는 정책 선택을 강권했으며, 국민들에게는 이념 대결을 강요했다"라고 비판했다. 학계의 지적도 이어졌다. 이종수 연세대 행정학과 교수는 "정책에 대한 주민투표를 단체장의 진퇴와 연결시키면 정책과 정치가 뒤섞여 행정이 체계적으로 집행되기 어렵다"고 말했고, 임지봉 서강대 법학전문대학원 교수는 "오 시장의 발표는 법에 근거가 없는 변질된 주민투표를 하겠다는 것"이라며 "정치적으로 좋지 않은 선례를 남기게 될 것"이라고 지적했다. 세계일보는 "유효투표율 33.3%를 넘기기 위한 마지막 승부수를 던진 셈이지만 주민투표 취지는 그만큼 희석될 수밖에 없다"라고 지적했다. 종교별로 입장도 엇갈렸다. 불교·가톨릭·원불교 등 범종교인연합은 8월 22일 서울시청 앞에서 "차별급식에 반대하고 정치적 목적의 투표를 거부한다"고 선언했다. 반면 보수성향의 대형교회 9곳은 주민투표를 독려했다.
<LA타임스>는 8월 24일 인터넷판 기사에서 무상급식 논쟁에서 보여준 오세훈의 행보를 "영악한 정치공작이거나 정치 경력에 흠집을 낼 수 있는 실수", "서툰 연기나 벼랑 끝 전술은 감정에 호소하는 정치로 잘 알려진 한국에서도 보기 드문 사례"라고 보도했다.

### 오세훈과 투표 참여 운동에 대한 논란
대형교회 목사들의 투표 참여 발언
투표를 독려하는 과정에서 대형교회 목사들의 편향적인 발언들도 물의를 빚었다. 서울시선관위는 각 구 선관위에 보낸 공문에서 소망교회, 금란교회, 여의도순복음교회 등 대형 교회 9곳을 꼽으며 "일부 종교지도자들이 주민투표에 관한 편향된 발언으로 부당한 영향을 미치는 행위가 발생하고 있는 것으로 파악된다"고 지적했다. 종교인의 경우 주민투표법 28조에 따라 투표운동에 관여할 수 없기 때문이다. 서울시선거관리위원회는 소망교회 김모 담임목사가 주민투표법을 위반한 정황을 잡고 조사중이라고 밝혔다. 시선관위에 따르면 김 목사는 지난 21일 열린 예배에서 "이번 수요일이 주민투표다. 주민이면 당연히 참여해야할 투표다. 우리 교회와 성도들이 이 시대의 사회, 정치적 책임에 더 민감해야 한다. 참여해야 한다"고 말했다. 대형교회가 대량의 스팸문자로 "투표를 하지 않으면 예배수업을 못하게 된다'거나 '학교에 동성애자가 급증한다'라는 식의 투표독려 운동을 하는 것도 드러났다.
금융위원회 산하 기관장들에게 투표 독려 공문
8월 22일에는 금융위원회가 22개 산하기관장들에게 소속 직원들의 투표를 독려하는 공문을 보낸 사실이 드러나면서 파문이 일기도 했다.
한나라당 당원협의회의 식사비 제공
한나라당 당원협의회가 자원봉사자 2명에게 식사비로 4만원을 건네 선관위가 고발하기도 했다.
복지포퓰리즘추방국민운동본부의 대량 스팸문자
투표참여를 독려하고 있는 복지포퓰리즘추방국민운동본부가 시민들에게 보낸 문자가 논란을 일으키기도 했다. 한국미래포럼은 8월 20일 오후 시민들에게 "비겁한 투표방해 세금폭탄 불러옵니다"라며 "8월 24일 (수) 꼬~옥 토표합시다"는 내용이 담긴 문자메시지를 전송했다. 문자메시지를 받은 시민들은 "내 개인 정보를 어떻게 알았냐"며 항의하기 위해 복지포퓰리즘추방국민운동본부의 홈페이지를 항의 방문, 접속자 폭주로 홈페이지가 마비되기도 했다. 서울시 선거관리위원회는 "주민투표법에 따르면 해당 지방의회의원을 제외한 공무원, 언론사 관계자, 주민투표권이 없는 자 등을 제외하고 누구나 투표 관련 찬반 운동을 할 수 있다"고 말했으나, 나쁜투표거부운동본부 대변인은 "조사 결과 전체 유권자 838만명 중 절반인 400만명이 이 문자메시지를 받은 것으로 추정된다"며 "투표참가운동본부의 개인정보 입수 경위, 정보통신법 위반 혐의에 대한 법적 고발을 검토 중"이라고 밝혔다.
오세훈의 주민투표 팻말 홍보
주민투표가 다가오면서 오세훈이 혼자서 팻말을 들고 길거리를 다니며 주민투표를 홍보하자 서울선관위는 공무원 신분인 오세훈이 1인 팻말 홍보를 반복적으로 할 경우 공무원의 선거 중립의무를 위반할 소지가 있다고 보았으며 "1회성 팻말 홍보는 주민투표법상 지자체장의 단순정보 제공 의무안에 있다고 볼 수 있다"면서도 "반복적인 팻말 홍보는 투표운동에 해당하기 때문에 어제 현장에서 중지명령을 내렸다"며 구두로 중지할 것을 요청했다. 이에 대해 이종현 서울시 대변인은“중립적으로 선거를 관리해야 할 시선관위가 지나치게 경직되게 선거관리를 하고 있다”며 “오히려 투표 불참운동의 불법성을 적발하고 지적하는 것이 선관위의 도리고 역할”이라고 주장했다. 오세훈도 야권이 벌이는 투표 불참운동에 대해 “스스로 패배를 자인하는 것”이라며 "주민투표를 외면하면서 어떻게 참여민주주의를 얘기할 수 있느냐"며 “유권자들의 심판을 받는 정책 투표인데 민주당이 이를 막고 있다”고 주장했다.
한나라당 황우여 원내대표도 “주민투표가 일상화된 나라 중에 투표 자체를 거부하는 나라가 있다는 소식을 들어본 적이 없다”며 “헌법 정신을 훼손하고 직접 민주주의의 근간을 흔드는 것”이라고 비판했다. 법률가들 사이에선 “주민투표법에 자치단체장이 투표에 대한 정보제공을 할 수 있다고 명시되어 있는데도 이를 위법하다고 해석한 것은 오류”라는 지적이 잇따랐다. 이후 선거관리위원회는“투표일만 적힘 피켓은 위법이지만 투표일시와 장소, 투표용지 샘플까지 들어있는 피켓 홍보는 가능하다는 판단을 내렸다.
투표에 군 동원 논란
민주당은 "다수의 제보에 의하면 군이 서울시 무상급식과 관련한 주민투표에 현역 군인들을 동원한다고 한다. 서울에 주소를 두고 있거나 부재자 투표를 하지 못한 장병들에게 휴가 및 외출을 허가하고 복귀 시에 투표확인증을 제출하라는 군의 지시가 있었다"고 말했다. 2011년 8월 22일 신학용 민주당 의원(국방위원회)도 “투표를 못한 서울 거주 장병들에게 외출을 보내 투표하고 확인증을 내도록 했다는 제보가 들어오고 있다”며 의혹을 제기한 바 있다. 하루 뒤인 2011년 8월 23일 홍영표 민주당 원내대변인이 “다수의 제보”에 의하면 “서울에 주소를 두고 있으나 부재자 투표를 하지 못한 장병들에게 휴가나 외출, 외박을 허가하고 복귀 시에 투표확인증을 제출하라는 군의 지시가 있었다고 한다”고 말했다. 국방부는 이에 대해 부재자 투표를 하도록 장병들에게 휴가나 외출, 외박을 따로 허가한 사실이 없다고 밝혔다. 또 복귀시 투표확인증을 제출하라는 지시를 내렸다는 의혹에 대해서도 그런 명령을 내리거나 지시한 적이 없다며 군은 투표권 행사에 대해 관여하지 않고 있다고 말했다.

### 곽노현과 투표 불참 운동에 대한 논란
투표불참운동을 벌인 민주당 등 야권에 대한 비판이 이어졌다. 서울시교육청과 야권 등에서 밀어붙인 `나쁜 투표거부` 운동이 향후 `나쁜` 정치적 선례로 남을 수 있다는 지적도 나왔다. 이정희 한국외대 정치외교학과 교수는 "이번 주민투표를 무산시킨 것은 주민투표제 본래 취재에 어긋나는 것이고 민주주의 사회에서 투표 거부는 있을 수 없는 일"이라며 "정치권도 투표 행위를 통해 정책을 결정할 수 있도록 노력해야할 것"이라고 강조했다. 바른사회시민회의 전희경 정책실장은 "주민투표가 서울시민들에겐 처음 치르는 선거고 주민들이 의사를 투표로 개진할 수 있도록 해야 한다고 주장했다.
야당이지만 투표거부운동에 참여하지 않은 자유선진당 이회창 전 대표는 “개인은 자기 의사로 투표 불참으로 반대 의사를 표명할 수 있지만, 제3자가 투표하지 말자고 말하는 것은 다수결의 원리가 제대로 시행되는 것을 방해하는 것과 마찬가지”라고 말하며 투표율 미달로 인해 결론도 못내는 정치권에 대한 정치혐오가 확산되고 있다고 지적했다.
전원책은 지금까지 무슨 사안 있을 때마다 거리로 나가 민주주의 주장한 사람들이 그쪽 아닌가. 투표에 참여해서 반대표 던지자고 주장해야 하는 것이라고 지적했다.
이렇게 여러 문제가 제기되면서 주민투표가 무산된 이후 조선일보가 서울 시민을 상대로 실시한 여론조사 결과, 야당이 벌인 투표 거부 운동에 '공감하지 않는다'는 응답이 64.0%로 '공감한다' 21.2% 보다 압도적으로 많았다. 특히 민주당 지지자들도 '공감하지 않는다' 43.8%가 '공감한다' 42.9%보다 많았다. 이번 주민투표에 불참했다고 응답한 사람들은 '공감하지 않는다' 45.9%, '공감한다' 34.6%였다. 전 연령 지역 계층에서 공감하지 않는다는 응답이 많았다. 주민투표거부운동을 허용한 선관위에게도 비판이 가해졌다. 부자아이 가난한 아이 편가르는 나쁜투표 거부 시민운동본부를 선관위는 전면 무상급식 “찬성” 대표단체로 지정했는데“투표거부운동본부”라는 이름에서 바로 드러나듯이 이 단체는 처음부터 투표 거부를 표방한 단체다. 복주포퓰리즘추방국민운동본부는 선거관리위원회는 민주주의의 올바른 정착을 위해 국민들의 투표를 독려해야 함에도 불구하고, 서울시 선관위의 결정에 침묵으로 일관하고 있다”고 비판했다. 투표 거부 운동으로 인해, 투표장에 가는 유권자가 무상급식 반대론자로 사회적으로 인식되어 비밀선거의 원칙이 깨졌다는 지적도 있다. 김민호 성균관대 법학전문대학원 교수는 주민투표 거부운동은 주민투표권자의 ‘투표의 자유’를 심리적으로 방해하는 것으로 주민투표법을 위반하는 행위이며, 이미 선관위와 법원의 판결을 통해서 주민투표가 형식적ㆍ절차적 요건을 충족하고 있음을 확인한 상황에서 이를 나쁜 투표로 규정짓고 투표거부 운동을 전개하는 것은 헌법정신을 파괴하는 반민주적 행위이다."라고 주장했다. 반민주적인 투표거부운동의 중지를 촉구하는 지식인들 100여 명은 프레스센터에서 성명서를 발표하고 “주민투표를 정략적으로 악용하고 시민의 선택권을 부정하는 세력들은 반민주적 행동을 즉각 중단하라”고 촉구했다. 이들은 주민투표는 서울시민 80만명이 법에 의해 청구한 민주적이고 합법적이라며 이를 서울시장의 사주에 의한 것이라는 근거없는 주장에 대해 사과할 것을 요구했다. 또한 어느 안을 선택하든 서울시민이 판단할 일인데 실제로 제2안(전면무상급식 찬성)에 찬성하면서 정략적으로 투표거부운동을 벌이는 것은 반민주적인 작태라고 밝혔다 '복지포퓰리즘추방 국민운동본부'는 '<2안>의 대표단체로 선정된 나쁜투표거부 운동본부가 <2안>의 홍보 대신 투표를 거부하고 있다'며 '이는 주민투표 관리규칙에서 정한 대표단체 제도의 취지에 배치된다'며 '나쁜투표거부 운동본부'를 위계에 의한 공무집행방해죄로 고발하였으며, 대표단체 효력을 정지를 신청하였다. 하지만 2007년 9월 한나라당도 광역 화장장을 유치하려는 김황식 하남시 시장의 정책에 반대해 김 시장의 거취를 둘러싼 주민투표가 진행됐을 때 한나라당은 그의 낙마를 막기 위해 대대적인 '투표 불참 운동'을 펼친것이 드러나면서 투표거부운동을 비판하는 한나라당과 보수세력들에 대한 반론이 제기되기도 했다.
서울시교육청은 무상급식 주민투표 불참을 유도하는 이메일을 교사와 학부모 등에게 보냈고 선거관리위원회는 서울시교육청 공보담당관 A씨를 고발하고 곽노현 교육감에 대해서는 수사를 의뢰했다.
주민투표 홍보요원에 대한 폭행 사건도 일어났다. 경찰에 따르면 2011년 8월 22일 송파구 잠실역 앞에서 주민투표 홍보 전단을 나눠 주던 시민단체 회원을 넘어뜨려 폭행한 문모(44)씨 등 3명이 선거관련 폭행 혐의로 입건됐다. 지난 12일에는 유모(53)씨가 만취(滿醉) 상태에서 주민투표 현수막이 시야를 가린다며 가위로 찢어 입건되는 등 11건의 선거 현수막 훼손이 적발됐다. 주민투표법 제2조 제1항은 “국가 및 지방자치단체는 주민투표권자가 주민투표권을 행사할 수 있도록 필요한 조치를 취하여야 한다.”라고 규정하고 있고, 제28조는 “투표인에 대하여 폭행·협박 또는 불법으로 체포·감금하거나 부정한 방법으로 투표의 자유를 방해한 자”에 대하여 5년 이하의 징역 또는 3천만원 이하의 벌금에 처하도록 규정하고 있다”

## 투표 결과
최종 투표율 25.7%를 기록하여 주민투표 성립조건인 33.3%를 넘기지 못하여 주민투표가 무효가 되면서 개표가 무산되었다. 서초구가 36.2%로 투표율이 가장 높았으며 이어 강남구, 송파구 등은 투표율 30%를 넘어 서울시에서 투표율 1위~3위를 기록했다. 금천구, 관악구 등은 20% 초반대의 낮은 투표율을 보였다. 오전에 노년층이 대거 투표장으로 몰리면서 6.2 지방선거때 같은 시각의 투표보다 높게 나오면서 33.3%를 넘지 않겠느냐는 관측도 나왔으나 점심시간을 지나면서 증가세가 눈에 띄게 줄었고 퇴근시간 이후 젊은층과 직장인의 투표참여가 저조해 소폭상승에 그쳤다.

### 반응
주민투표 결과에 대해 민주당 손학규는 "복지는 민생이고 시대 흐름이다. 오늘은 대한민국이 복지사회로 가는 역사적 전환점이 될 것이다."라고 말했다. 민주당이 추진해온 무상 복지 시리즈도 탄력을 받을거라는 관측이 나오기도 했다. 곽노현은 "서울시교육청은 계획대로 전면 무상급식을 실시할 것이다. 서울시민들이 옳은 선택 해주셨다"라고 말했다. 그러나 투표를 하지 않은 모든 시민들이 전면 무상급식에 찬성한 것이라는 해석은 무리라는 지적도 있다.
한나라당은 "민주당의 반민주적 작태로 개함하지 못했으나 서울시장 선거에서 오 시장을 찍은 수보다 더 많은 유권자가 투표를 했음에도 불구하고 야당의 투표 거부로 투표함을 열지 못하는 사태가 발생해 진짜 민심을 확인하지 못했을 뿐이란 오세훈 시장의 사실상 승리"라고 말했다. 한나라당은 민주당 측 투표 거부운동에도 불구하고 보수층 결집을 이뤘다는 것. 각종 여론조사에서도 오 시장이 주장한 단계적 무상급식을 찬성하는 여론이 높았다는 점도 들었다. '사실상 승리'라는 발언에 대해 박경철은 "25% 투표율이 ‘사실상’ 승리라면 파리도 ‘사실상’ 새라고 봐야한다"라고 비꼬았으며, 진중권은 "나도 싱크로율로 보면 사실상 장동건"이라고 말했다.
한나라당 일각에서는 오세훈의 독단적인 주민투표 추진과 패배에 대해 성토가 나오기도 했으며 주민투표 역풍에 대해 촉각을 곤두세우는 모습을 보였다. 청와대도 불편한 심기를 드러내기도 했다. 한나라당 일각에서는 무상급식 주민투표에 대해 아무런 지원도 하지 않은 박근혜에 대한 책임론이 대두되기도 했다. 자유선진당은 "투표 불참은 한나라당과 민주당의 이전투구에 대한 무관심의 표출"이라는 입장을 밝혔고, 민주노동당은 " 무상급식의 정당성을 재삼 확인한 계기였다"고 평가했다. 그러나 서울시민들을 상대로 한 여론조사에서 주민투표 결과가 민의를 반영하지 못했다는 견해가 많았다. 주민투표 결과는 민의를 반영하지 못한 것'(48.4%)이란 불만이 '투표율이 유효 기준인 33.3%에 못 미친 것은 전면적 무상급식 실시를 서울 시민이 동의해준 것'(32.0%)이라고 만족하는 비율에 비해 높았다. 무상급식 주민 투표가 끝난 25일 조선일보와 미디어리서치 공동 여론 조사에 따르면 단계적 무상급식지지가 55% 전면 무상급식 지지가 38%로 나왔다. 이 결과에 대해 이계성은 코나스에 기고한 칼럼에서 "투표를 하면 자기들이 질 것이 뻔하자 주민투표 불참운동을 벌여 서울시민의 의견을 수렴할 수 없게 만들었다."고 비판했다.
오세훈은 최종 투표율 결과가 나오자 기자회견을 갖고 다음과 같이 말했다.
"복지정책의 방향을 확인할 수 있는 단 한 번의 유일한 기회였습니다. 그 투표함을 개봉조차 할 수 없게 돼서 그 부분도 참으로 안타깝습니다. 투표 결과를 겸허히 받아들이면서 여러 가지로 어려운 환경 속에서도 불구하고 투표에 당당하게 참여해 주신 서울시민 여러분 그리고 유권자 여러분, 참으로 고개 숙여서 감사드립니다.

주민투표 패배 이후로 오세훈의 사퇴 시기가 주요 쟁점으로 떠올랐다. 홍준표 한나라당 대표와 황우여 한나라당 원내대표는 10월 재보선 이후에 사퇴하여 2012년 총선에서 재보선을 하도록 사퇴연기를 제안했다. 한나라당도 일각에서는 "서울시장 재보선을 최대한 빨리해 총선과 대선에 미칠 영향력을 최소화 해야 한다"는 주장이 나오기도 했다. 민주당도 오세훈의 즉각 사퇴를 요구했다. 청와대도 오세훈의 즉각 사퇴에 대해 부정적인 입장을 밝혔으나 이명박은 별다른 입장을 보이지 않았다. 8월 26일 오세훈은 청와대와 한나라당의 제안을 거부하고 시장직을 사퇴하였다. 한나라당과 홍준표는 "국익이나 당보다도 개인의 명예가 더 중요하다는 것은 당인의 자세가 아니고 조직인의 자세가 아니다. 오 시장이 당이나 국가를 도외시하고 자기 모양만 중요시한다. 어젯밤 10시쯤 오 시장이 집으로 찾아왔기에 쫓아내면서 `앞으로 다시는 볼 일 없을 것'이라고 했다"라며 매우 격앙된 모습을 보였다. 홍준표는 오세훈이 '당과 사전 협의없이 일방적으로 주민투표를 강행한 것', '주민투표율과 시장직을 연계한 것', '10월 초 사퇴 약속을 번복하고 즉각사퇴를 결행한 것' 등 3가지를 '3번 농락'으로 표현했다. 한나라당 정두언 의원은 "남 생각 안하고 자신만 생각하는 냉혈한"이라고 비판했다.
주민투표 이후 무상급식에 찬성하며 투표거부를 하던 민주당과 야권인사들의 지지율이 동반 하락했고 투표운동에 참여하지 않았던 한나라당 박근혜도 지지율이 5.4%하락한 28.4%를 기록하며 책임론에 휩싸였다. 그러나 주민투표를 추진했던 오세훈, 나경원 등은 차차기 대선후보 지지율에서 1위와 2위에 올랐다. 민주당은 정당지지율이 1.1%하락하여 27.5%로 나타났으며 한나라당과 지지율 격차는 8.5%로 벌어졌다. 손학규 민주당대표는 6.8%에서 5.4%로 대폭 떨어져 순위에서도 3위에서 6위로 크게 밀려났다. 이택수 리얼미터 대표는 "일반 유권자들은 민주당에 대해서도 비판적으로 보는 것 같다"며 "여론조사 결과를 보면, 한나라당 뿐 아니고 민주당 입장에서도 '완전한 승리'를 거둔 쪽은 없다"고 분석했다. 일부 보수주의자들은 미국발 재정위기로 논란이 되고 있는 ‘포퓰리즘’(대중인기영합주의)이 많아질것이라고 우려하기도 한다.
무상급식 주민투표가 끝나고 오세훈이 사퇴한 뒤인 2011년 8월 이후로 안철수 열풍이 정치권을 강타했다. 한때 안철수 서울시장 출마설이 나오면서 각종 여론조사에서 압도적인 1위를 차지하기도 했으며, 차기대선 후보 여론조사에서 박근혜를 제치기도 했다. 한나라당은 '오세훈이 주민투표를 강행하고 사퇴하면서 안철수 열풍의 원인을 제공하다'라면서 오세훈에 대한 성토가 나오기도 했다.

### 영향력
2011년 8월 현재 서울의 무상급식은 초등학교 1~3학년까지만 실시되고 있으나 서울시교육청은 이를 단계적으로 확대해 2011년 2학기에는 모든 초등학생에게, 2012년에는 중1, 2013년엔 중2, 2014년엔 중3 학생에게까지 무상급식을 할 계획이다.
오세훈의 시장 사퇴로 인해 오세훈이 추진하는 주요 정책인 한강 르네상스 등이 차질을 빚게 될것이란 전망이 나왔다. 오세훈이 조기에 사퇴하면 그동안 오세훈과 함께 일해왔던 부시장이 대행하지만 정국의 흐름이 야당으로 넘어간 상황이기 때문이다.
시장직을 사퇴한 오세훈은 보수진영 쪽에서 입지가 높아졌다는 평가도 있다. 차차기 대선이 열리는 2017년을 기준으로 보면 ‘정치인 오세훈은 잃은 것보다 얻은 게 많다’는 해석도 있다. 누구도 야당의 무상복지 시리즈를 견제하지 못한 상황에서 보수의 대안 이미지를 각인시켰다는 분석이다. 조갑제는 ‘오세훈 세력’이 “주민투표를 성사시키는 과정에서 새로 조직된 시민단체, 무엇보다도 투표장에 나간 215만 7772명, 그리고 투표장엔 나가지 않았지만 오세훈안을 지지하는 시민들”이라며 “분노와 아쉬움과 배신감이란 감정을 공유한 집단이므로 막강한 것”이라고 말했다.

## 같이 보기
- 서울시의 무상 급식 정책 논란
- 민주당 무상복지 정책